# ロバート・モリス (芸術家)
ロバート・モリス（Robert Morris、1931年2月9日 - 2018年11月28日）は、20世紀のアメリカ合衆国の彫刻家、画家、現代美術家。ミニマル・アート、ランド・アート、プロセス・アート、コンセプチュアル・アートを代表する芸術家であり、これらの運動を理論的に推進した美術批評家でもある。

## 生涯と作品
- 1931年2月9日、ミズーリ州カンザスシティに生まれる。
- 1948年から1950年まで、カンサスシティのアートインスティチュートおよびカンサスシティ大学で学ぶ。機械工学を学んだ後、アートとアート批評に戻る。
- 1950年から1951年まで、サンフランシスコの美術学校で学ぶ。
- 1950年代、ダンサー兼振付師であった、妻のシモーヌ・フォーティとともに、サンフランシスコで暮らしていたモリスは、 しだいにダンスに興味を持つようになる。
- 1959年、ニューヨークへ転居。ジャドソン・ダンス・シアターとして知られる、前衛ダンスの連盟に、夫妻で参加。モリスは、このシアターのために、たくさんの作品の振り付けを行い、『アリゾナ』(1963)、『 21.3』 (1964)、 『Site』 (1964)、『 Waterman Switch』 (1965)などの作品を演出した。
- 1960年代、70年代の３つの主要なアート運動、ミニマル彫刻、プロセスアート、アース・ワークの定義において モリスは中心的役割を演じた。実際、モリスの最初のミニマリズム的オブジェ群は、彼が演出したダンス・パフォーマンスの小道具として作られ、続いて簡素な木製の箱のような形をした立体が作られたが、これらは、ジャドソン・ダンス・シアターが、 表現よりも機能を強調したことを反映している。
- 1964年と1965年に、モリスは、こうした、建築的な立体を、ニューヨークのグリーン・ギャラリーの全ての展示室に展示した。1960年代の後半、モリスは、より綿密な仕上げの、工業的な加工を、彼のミニマル彫刻のために探求し、アルミや鉄の網目のような素材を使用した。これらの工業的な製造と同様に、1960年代にモリスが制作した、ネオ・ダダ的な一連の彫刻群もまた、「芸術的な自己表現」という神話に挑戦するものだった。これらの作品には、彫塑された脳と、脳波を打ち出した紙から構成される、 皮肉に満ちた「自画像」も含まれていたし、その他の作品は、マルセル・デュシャンの科学っぽい知覚の実験や測定の作品から、直接に発想されたものだった。
- 1966年、ハンターカレッジ（ニューヨーク）でコンスタンティン・ブランクーシに関する論文で修士の資格を得る。その後、モリスは影響力ある批評エッセーを書き続けた。その中の４つは、彼の最も重要な仕事とみなされている。すなわち、タスク志向のダンスについて(“Some Notes on Dance,” 1965)、ミニマル彫刻について (“Notes on Sculpture,”1966年にアートフォーラム誌に掲載され大きな反響を得る)、プロセス・アートについて (“Anti Form,” 1968)、アース・ワークについて (“Aligned with Nazca,” 1975)である。
- 1967年、ランド・アートの先駆的作品となった『蒸気(Steam)』を製作。
- 2018年11月28日に肺炎のため、ニューヨーク州キングストンにて死去。87歳没[1]。